# Philippe Petit-Roulet
Pour les articles homonymes, voir Roulet.
 (janvier 2018).
Philippe Petit-Roulet, né le 21 mars 1953 à Paris où il est mort le 3 août 2023,, est un auteur de bande dessinée et un illustrateur français.

## Biographie
Philippe Petit-Roulet publie ses premières bandes dessinées dans le magazine Zinc en 1973, puis il collabore avec le scénariste Didier Martiny pour divers titres de presse (L'Écho des savanes, Pilote, Charlie Mensuel, Rigolo, Métal hurlant).
Il illustre de nombreuses campagnes de publicité dont la plus marquante accompagnait le lancement de la Renault Twingo en 1993,,.
Il réalise plusieurs couvertures pour le New Yorker.

## Publications

### Bandes dessinées
- Rien de spécial, Éditions de Fromage, 1980
- Face aux embruns, scénario Didier Martiny, Les Humanoïdes Associés, 1984
- Macumba River, scénario Didier Martiny, Dargaud, 1985
- Bruce Predator, scénario Didier Martiny, Casterman, 1985
- Le cirque Flop, scénario Didier Martiny, Éditions Carton, 1987
- Le syndrome du hérisson, scénario Didier Martiny, Les Humanoïdes Associés, 1988
- Soirs de Paris, scénario, dessin de François Avril, Les Humanoïdes Associés, 1989 (réédité en grand format 30x40 en 2012)
- Papa Dindon, scénario Didier Martiny, Futuropolis, 1989
- L’Ombre de moi-même, scénario Didier Martiny, Cornélius, 2016
- Rated X, Éditions Parasol, 2018
- Avanti, Le Chant des Muses, 2019

### Livres pour enfants
- Zou sur le toit du monde, scénario Didier Martiny, Dargaud, 1988
- Humpf et la Schmockomobile, Circonflexe, 1992
- Aventures de Peluchon, scénario Lionel Koechlin, Seuil jeunesse
  - Le tricycle de Peluchon, 1999
  - La peinture de Peluchon, 1999
  - Le lapin de Peluchon, 2001
  - Le piano de Peluchon, 2001
- Music is, illustrations, auteur Lloyd Moss, Penguin Putnam, 2003

### Autres
- Petits livres :
  - L’objet invisible, Cornélius, 2000
  - Bottin mondain, Cornélius, 2002
  - Les bras de Morphée, Alain Beaulet éditeur, 2010
  - Précis d’architecture, Alain Beaulet éditeur, 2012
  - L’art optique, Alain Beaulet éditeur, 2017
  - Spots, Cornélius, 2014

- Portfolio Rue des Dames, L’Atelier, 1992
- Portfolio Jazz standards, Alain Beaulet éditeur (1992 .
- Schmock Planet, Reporter, 1997
- Spots, d'après ses spots pour The New Yorker - Cornélius, 2014
- Move your bus (Illustrations) - Auteur Ron Clark - Touchstone, 2015
- To Idi Amin I'm a Idiot and Other Palindromes (Illustrations) - Auteur Fred Yannantuono - NYQ Books (2016

### Courts métrages d’animation
- Pour faire le portrait d’un loup, un des cinq courts métrages de Loulou et autres loups, scénario de Grégoire Solotareff et Jean-Luc Fromental - 2002 - .